# Euryomma erythrogaster
Euryomma erythrogaster är en tvåvingeart som beskrevs av Seguy 1941. Euryomma erythrogaster ingår i släktet Euryomma och familjen takdansflugor. Inga underarter finns listade i Catalogue of Life.